# Ulrich Tukur
Ulrich Tukur, ursprungligen Ulrich Gerhard Scheurlen, född 29 juli 1957 i Viernheim, är en tysk skådespelare och musiker.
Tukur har bland annat medverkat i Stammheim (1986) som Andreas Baader samt i De andras liv (2006). 
Han är även sångare i det tyska jazz-bandet Die Rhythmus Boys. 

## Filmografi i urval
- 1982 – Den vita rosen
- 1986 – Stammheim
- 1994 – Felidae (röst)
- 2000 – Bonhoeffer
- 2001 – Taking Sides
- 2002 – Solaris
- 2002 – Den slutgiltiga lösningen
- 2004 – Stauffenberg
- 2005 – Mördande konkurrens
- 2006 – De andras liv
- 2007 – Earth
- 2008 – Nordwand (även kallad North Face)
- 2008 – Séraphine
- 2009 – John Rabe
- 2009 – Eden Is West
- 2011 – When Pigs Have Wings
- 2012 – Rommel
- 2025 – Köln 75

## Ljudböcker
- 1988: Die Verwirrung des Zögling Törless von Robert Musil, Rowohlt (Kassett)
- 2000: Herr Ober, bitte einen Tänzer. Aus dem Leben eines Eintänzers von Billy Wilder, Patmos
- 2002: Der Frauenmörder von Hugo Bettauer, Roof Music
- 2002: Ich hab im Traum geweinet, Ulrich Tukur singt und spricht Heinrich Heine, begleitet vom Efim Jourist Quartett, Hoffmann und Campe
- 2004: Gebrauchsanweisung für Italien von Henning Klüver, Roof Music
- 2004: Venedig (Autor und Sprecher), Hoffmann und Campe
- 2005: Die Verwirrung des Zögling Törless von Robert Musil, Dhv der Hörverlag
- 2005: 36 Stunden. Die Geschichte vom Fräulein Pollinger von Ödön von Horváth, Tacheles
- 2006: Freiheit ist ein Werk von Worten von Dietrich Bonhoeffer, Random House Audio
- 2006: Rainer Maria Rilke – Die schönsten Gedichte von Rainer Maria Rilke, Argon Verlag
- 2009: Italienische Reise von Johann Wolfgang von Goethe, Coproduktion BR4
- 2009: Höre, mein Herz, die schönsten Liebesgedichte. Klavier: Alexander Raytchev, Audiobook
- 2009: Der Kopf des Georg Friedrich Händel. Erzählung von Gert Jonke mit Musik von Georg Friedrich Händel, Cybele Records
- 2010: Kokain. Biographie, Lyrik, Prosa, Briefe von Walter Rheiner, gesprochen von Helmut Krauss, Marc Bator, Ulrich Tukur, Edition Apollon
- 2013: Die Spieluhr, von Ulrich Tukur, Hörbuch Hamburg